# Aí (faraó)
Aí (Ay) foi o penúltimo faraó da XVIII dinastia egípcia. Governou o Antigo Egito durante um breve período de quatro anos entre 1327 e 1 323 a.C. ou entre 1323 e 1 319 a.C., segundo os autores. Antes de se tornar faraó Aí foi um alto funcionário ao serviço de três faraós, Amenófis III, Amenófis IV e Tutancâmon. O seu nome de trono ou prenome foi Kheperkheruré, o que significa "Eternas são as manifestações de Ré".

## Origens
Julga-se que Aí seria natural da cidade de Acmim no Alto Egito, e que seus pais fossem Tuia e Iuia, sua irmã, a rainha Tié (grande esposa real do faraó Amenófis III), e alguns arqueólogos arriscam a hipótese de que ele também seria pai de Nefertiti.
Precisamente, durante o reinado de Amenófis III, Aí iniciou a sua carreira como funcionário real, que prossegue durante os reinados seguintes até se tornar o próprio faraó.

## Aí em Amarna
Quando Amenófis IV, mais conhecido como Aquenáton, decide fundar uma nova cidade para servir como capital do Egito, Amarna, Aí acompanho-o.
É possível que Aí fosse o pai da esposa de Aquenáton, a rainha Nefertiti, uma vez que foi detentor do título de "sacerdote pai divino" o que pode sugerir uma relação próxima com Aquenáton (embora não necessariamente familiar). Aí teria também sido pai da rainha Mutnodjmet, esposa do general (e mais tarde faraó) Horemebe.
Os vários títulos que se encontram gravados no túmulo que foi preparado para Aí na falésia oriental de Amarna revelam o seu poder. Esses títulos são o de "escriba real", "flabelífero à direita do rei", "favorito do deus beneficente" e "intendente dos cavalos". Neste túmulo, considerado como o mais belo de Amarna e onde foi gravada a versão mais completa do Hino a Aton, mostra-se igualmente Aí a receber colares de ouro de Aquenáton perante um multidão em regozijo.

## Aí e Tutancâmon
Após a morte de Aquenáton e do seu efémero e misterioso sucessor, Semencaré, subiu ao trono uma criança com cerca de nove anos, Tutancâmon. Aí foi vizir durante o reinado de Tutancâmon e na prática regente do Egito junto com Horemebe.
Apesar de ter sido próximo de Aquenáton, Aí iniciou o processo de retorno à antiga ortodoxia religiosa, restabelecendo contactos com o marginalizado clero de Amon, divindade egípcia mais importante antes da experiência religiosa de Aquenáton, que exaltava o deus Aton. Os membros da família real chegam mesmo a abandonar os seus nomes amarnianos (Tutancaton tornou-se Tutancâmon e a sua esposa, Anquesepaton tornou-se Anquesenamon). A corte abandona Amarna e fixa-se em Tebas.

## Aí enquanto faraó
Tutancâmon faleceu com dezenove  anos sem deixar um herdeiro. Aí, que teria na época mais de sessenta anos, sucedeu-o no trono egípcio. No túmulo de Tutancâmon é possível ver pintado numa parede Aí a realizar a cerimónia de abertura da boca, habitualmente realizada pelo filho do faraó que tinha falecido.
De acordo com alguns investigadores, Aí casou com a viúva de Tutancâmon de modo a poder tornar-se faraó, dado que Aí não tinha raízes nobres, ao contrário desta, que foi uma das várias filhas de Aquenáton. Esta rainha desapareceu da história logo após a morte de Tutancâmon, não sem primeiro estar envolvida numa troca de correspondência com o rei hitita na qual solicitava que este lhe enviasse um dos seu filhos para se tornar seu marido, algo surpreendente, tendo em conta a inimizade entre o Egito e os Hititas. O rei hitita atendeu ao pedido mas o seu filho acabaria por ser morto antes de entrar no Egito, provavelmente por espias enviados por Aí e Horemebe que tomaram conhecimento do plano da viúva de Tutancâmon.
Aí não foi sepultado em Amarna, mas no Vale dos Reis, num túmulo que estava previsto para Tutancâmon (KV23) e que se situa perto do túmulo de Amenófis III e do templo funerário de Medinet Habu. Neste túmulo, descoberto em 1816 por Giovanni Battista Belzoni, Aí surge acompanhado não por Anquesenamon, mas pela sua primeira mulher, a dama Tié.